# Wot Gorilla
Wot Gorilla? (en castellano "¿Qué Gorila?") es una canción del grupo inglés de rock progresivo Genesis; la cuarta del álbum Wind & Wuthering de 1976.
Es una canción instrumental y solo ha sido considerada como una pieza para rellenar el álbum "Wind & Wuthering". Si alguna vez fue interpretada en vivo, los numerosos repertorios de la gira de "Wind & Wuthering" de 1977 no la incluye. Sin embargo, se sabe que fue interpretada como un medley (Lilywhite Lillith / Wot Gorilla) solamente en el primer concierto de la gira del álbum.
La canción podría significar una bienvenida que le realizara Genesis al baterista Chester Thompson debido a que en el título de la canción, el gorila en cuestión podría ser Thompson. Incluso aunque no toca la batería en este álbum, se unió a Genesis para la gira de este álbum en 1977. 
Mientras Thompson tocó en la banda de Frank Zappa (hasta fines de 1976), se ganó el apodo de "Gorila" (la mejor referencia a esto puede ser encontrada en la canción "Florentine Pogen" de Zappa, donde las letras incluyen la línea "el Gorila de Chester", siendo presuntamente asociado este apodo con el baterista).
La canción es una variación de una melodía escuchada en "One For The Vine", lo que hace "Wot Gorilla?" es tomar las cinco primeras notas de esa melodía y luego sale en una dirección completamente diferente a la de "One for the Vine". Incluso tiene tiempos distintos y los acentos en el ritmo son completamente diferentes. En "One for the Vine", la melodía es mucho más lenta.
De hecho, el álbum completo tiene partes recurrentes, lo que recuerda a su trabajo anterior, "A Trick of the Tail" . Otro ejemplo de esto es con la secuencia inicial de "Eleventh Earl Of Mar", que se convirtió en una importante melodía cerca de los 2:30 en "...In That Quiet Earth". Aquí nuevamente tienen notas y tiempos completamente diferentes. Es interesante que Genesis, que nunca había utilizado esta técnica en trabajos anteriores, la utilizó ampliamente en dos álbumes para luego abandonarla por completo.